# AG2R Prévoyance 2004
Questa voce raccoglie le informazioni riguardanti l'AG2R Prévoyance nelle competizioni ufficiali della stagione 2004.

## Organico

### Staff tecnico
TM=Team Manager; DS=Direttore Sportivo.
|  | Naz.                | Ruolo | Sportivo         |  |  |  |
|  | ------------------- | ----- | ---------------- |  |  |  |
|  | Francia (bandiera)  | TM    | Vincent Lavenu   |  |  |  |
|  | Francia (bandiera)  | DS    | Laurent Biondi   |  |  |  |
|  | Lituania (bandiera) | DS    | Artūras Kasputis |  |  |  |
|  | Francia (bandiera)  | DS    | Gilles Mas       |  |  |  |

### Rosa
|  | Naz.                 |  | Sportivo                     | Anno |  |  |
|  | -------------------- |  | ---------------------------- | ---- |  |  |
|  | Francia (bandiera)   |  | Christophe Agnolutto         | 1969 |  |  |
|  | Spagna (bandiera)    |  | Mikel Astarloza              | 1979 |  |  |
|  | Francia (bandiera)   |  | Stéphane Bergès              | 1976 |  |  |
|  | Francia (bandiera)   |  | Laurent Brochard             | 1968 |  |  |
|  | Spagna (bandiera)    |  | Iñigo Chaurreau              | 1973 |  |  |
|  | Francia (bandiera)   |  | Samuel Dumoulin              | 1980 |  |  |
|  | Francia (bandiera)   |  | Andy Flickinger              | 1978 |  |  |
|  | Australia (bandiera) |  | Simon Gerrans (stagista)     | 1980 |  |  |
|  | Francia (bandiera)   |  | Stéphane Goubert             | 1970 |  |  |
|  | Francia (bandiera)   |  | Nicolas Inaudi               | 1978 |  |  |
|  | Estonia (bandiera)   |  | Jaan Kirsipuu                | 1969 |  |  |
|  | Ucraina (bandiera)   |  | Jurij Krivcov                | 1979 |  |  |
|  | Francia (bandiera)   |  | Julien Laidoun               | 1980 |  |  |
|  | Francia (bandiera)   |  | Lloyd Mondory                | 1982 |  |  |
|  | Francia (bandiera)   |  | Jean-Patrick Nazon           | 1977 |  |  |
|  | Francia (bandiera)   |  | Christophe Oriol             | 1973 |  |  |
|  | Francia (bandiera)   |  | Rémi Pauriol (stagista)      | 1982 |  |  |
|  | Francia (bandiera)   |  | Nicolas Portal               | 1979 |  |  |
|  | Estonia (bandiera)   |  | Erki Pütsep                  | 1976 |  |  |
|  | Francia (bandiera)   |  | Christophe Riblon (stagista) | 1981 |  |  |
|  | Irlanda (bandiera)   |  | Mark Scanlon                 | 1980 |  |  |
|  | Francia (bandiera)   |  | Ludovic Turpin               | 1975 |  |  |

## Palmarès

### Corse a tappe
- Circuit de la Sarthe

2ª tappa (Ludovic Turpin)
3ª tappa (Laurent Brochard)
- Étoile de Bessèges

2ª tappa (Jaan Kirsipuu)
4ª tappa (Laurent Brochard)
5ª tappa (Jaan Kirsipuu)
Classifica generale (Laurent Brochard)
- Critérium du Dauphiné Libéré

3ª tappa (Nicolas Portal)
- Driedaagse van West-Vlaanderen

1ª tappa (Jaan Kirsipuu)
2ª tappa (Jaan Kirsipuu)
- Herald Sun Tour

9ª tappa (Simon Gerrans)
- Paris-Corrèze

1ª tappa (Jaan Kirsipuu)
- Tour de France

1ª tappa (Jaan Kirsipuu)
3ª tappa (Jean-Patrick Nazon)
- Tour de la Région Wallonne

4ª tappa (Jaan Kirsipuu)
- Critérium International

1ª tappa (Jean-Patrick Nazon)
- Tour de l'Ain

3ª tappa (Jean-Patrick Nazon)
- Cinturó de l'Empordà

Classifica generale (Rémi Pauriol)

### Corse in linea
- Tro-Bro Léon (Samuel Dumoulin)
- Elva Rattaralli (Jaan Kirsipuu)
- Classic Loire-Atlantique (Erki Pütsep)
- GP E.O.S. Tallinn (Mark Scanlon)
- Tartu Tänavasõit (Mark Scanlon)

### Campionati nazionali
- Campionati estoni

In linea (Erki Pütsep)
Cronometro (Jaan Kirsipuu)
- Campionati ucraini

Cronometro (Jurij Krivcov)